# Качо э пепе
Ка́чо э пе́пе (ит. Cacio e Pepe) — паста, популярное блюдо римской кухни, во многом благодаря простоте его изготовления. Рецепт пасты появился в середине XX века (как и карбонары).

## Ингредиенты
Одно из самых простых блюд итальянской кухни из макаронных изделий. Составляющих, помимо непосредственно спагетти (в оригинальном рецепте —  тонарелли), всего два: как следует из названия, это сыр и перец (ещё одно русское название блюда — «спагетти с сыром и чёрным перцем»). Твёрдый овечий сыр пекорино романо и чёрный перец дают минималистическое сочетание ингредиентов, обеспечивающее прекрасный вкус блюда и его популярность как в Италии, так и во всём мире. 

## Приготовление
Невзирая на малое количество ингредиентов, рекомендации по порядку действий при приготовлении пасты достаточно ощутимо разнятся. В классическом рецепте отваренные в солёной воде макаронные изделия смешиваются с сочетанием сыра и перца. Однако сейчас чаще встречается другой порядок действий: чёрный перец обжаривается на сковородке с высокими бортами или в сотейнике, после чего туда добавляются оливковое масло (в современной версии — в сочетании со сливочным), спагетти в готовности al dente, небольшое количество воды, в которой варились спагетти — и, наконец, сыр. После этого содержимое некоторое  время интенсивно перемешивается для достижения максимального эффекта эмульгации и бархатистости. Существуют и другие варианты последовательности действий.
При подаче принято добавлять в блюдо дополнительную порцию сыра и перца.